# Giętkoząb groszkoplamy
Giętkoząb groszkoplamy (Synodontis ocellifer) – gatunek słodkowodnej ryby sumokształtnej z rodziny pierzastowąsowatych (Mochokidae). W naturze zajmuje bardzo rozległe obszary od Senegalu do Czadu. Mimo atrakcyjnego wyglądu jest rzadko spotykany w akwariach.

## Występowanie
Biały Nil, Wolta, Niger i jezioro Czad.

## Opis
DługośćOsiąga do 49 cm długości całkowitej, w akwariach zwykle do 30 cm.
ZbiornikPonad 100 cm długości.
Wystrój zbiornikaDużo roślin o różnych wielkościach liści. Żwirek powinien być gruboziarnisty. Sporo korzeni i kryjówek, w których mógłby się chować. Rośliny powinny być wytrzymałe np. Anubias nana
| Zalecane warunki w akwarium | Zalecane warunki w akwarium                            |
| --------------------------- | ------------------------------------------------------ |
| Zbiornik                    | średni                                                 |
| Temperatura wody            | 23–28 °C                                               |
| Twardość wody               | miękka do średnio twardej 3–12°n                       |
| Skala pH                    | 6,2–7,0                                                |
| Pokarm                      | żywy i w tabletkach zjada również płatki opadłe na dno |